# ۱۰۰ سال…۱۰۰ نقل قول به انتخاب بفا
بخشی از پروژه ۱۰۰ سالِ ای‌اف‌آی، مجموعه ای‌اف‌آی ۱۰۰ سال… ۱۰۰ نقل‌قول مجموعه‌ای است فهرست‌وار از ۱۰۰ نقل قول برتر در فیلم‌های آمریکایی. بنیاد فیلم آمریکا ∗ از فهرستش در ۲۱ ژوئن ۲۰۰۵ و در یک برنامه ۳ ساعتهٔ تلویزیونی پرده‌برداری کرد. مجری این برنامه پیرس برازنان بود و وی با بیان این نقل قول‌ها، مطالبی نیز دربارهٔ فیلم‌ها بیان نمود. یک هیئت ژوری متشکل از ۱۵۰۰ هنرمند، منتقد و تاریخدان نقل قول «راستش رو بخوای عزیزم، اصلاً برام فرقی نمی‌کنه» ∗ از کلارک گیبل در بر باد رفته که فیلمی حماسی راجع به جنگ داخلی آمریکاست، را به عنوان برترین نقل قول تاریخ انتخاب کردند.

## ضوابط
از هیئت ژوری درخواست شده بود تا براساس ضوابط زیر به انتخاب نقل قول مورد نظرشان بپردازند:
- نقل قول فیلم: "یک جمله، عبارت یا خلاصه‌ای از تبادل نظرات در فیلم آمریکایی؛[۱] آهنگ (غنا) فیلم‌ها برای این کار مجاز نیستند.
- تأثیر فرهنگی: نقل‌قول‌هایی که بینندگان از آن در زندگی خود و برحسب شرایط استفاده می‌کنند و به نمادی از بیان تبدیل شده‌اند.
- میراث: نقل قول فیلم که به عنوان میراثی ماندگار از یک فیلم و برای یادآوری کل آن استفاده شده و دارای جنبه تاریخی است.

## فهرست عناوین
| ردیف نقل‌قول | نقل قول | شخصیت                                             | بازیگر (مرد/زن)           | فیلم                                                                    | سال  |
| ----------- | --- | ------------------------------------------------- | ------------------------- | ----------------------------------------------------------------------- | ---- |
| ۱           | "راستش رو بخوای عزیزم، اصلاً برام فرقی نمی‌کنه." | رت باتلر                                          | کلارک گیبل                | بر باد رفته                                                             | ۱۹۳۹ |
| ۲           | "می‌خوام بهش یه پیشنهادی بکنم که نتونه رد کنه." | دون ویتو کورلئونه                                 | مارلون براندو             | پدرخوانده                                                               | ۱۹۷۲ |
| ۳           | "نمی‌فهمی آخه! می‌تونستم برای خودم ابهتی داشته باشم، می‌تونستم سری تو سرا داشته باشم! برای خودم آدمی باشم. حالا به‌جاش چی شدم؟ یه آدم الکی"                             | تری مالوی                                         | مارلون براندو             | در بارانداز                                                             | ۱۹۵۴ |
| ۴           | "توتو، یه حسی داره بهم می‌گه ما دیگه تو کانزاس نیستیم." | دروتی گیل                                         | جودی گارلند               | جادوگر شهر از                                                           | ۱۹۳۹ |
| ۵           | "به سلامتی نگاهت، کوچولو." | ریک بلین                                          | همفری بوگارت              | کازابلانکا                                                              | ۱۹۴۲ |
| ۶           | "ادامه بده، بزن تا حال و روزم خوش شه." | هری کالاهان                                       | کلینت ایستوود             | ضربه ناگهانی                                                            | ۱۹۸۳ |
| ۷           | "خب، آقای دمیل، حالا دوربین رو بگیر روم." | نرما دزموند                                       | گلوریا سوانسون            | سان‌ست بلوار                                                             | ۱۹۵۰ |
| ۸           | "دست نیرو به همراهت." | هان سولو                                          | هریسون فورد               | جنگ‌های ستاره‌ای۴                                                         | ۱۹۷۷ |
| ۹           | "کمربنداتون رو سفت کنید امشب پر از چاله چوله است." | مارگو کیلینینگ                                    | بت دیویس                  | همه چیز درباره ایو                                                      | ۱۹۵۰ |
| ۱۰          | "کاری داشتی؟" | تراویس بیکل                                       | رابرت د نیرو              | راننده تاکسی                                                            | ۱۹۷۶ |
| ۱۱          | "مشکلی که اینجا داریم مشکل ارتباط برقرار نکردنه." | کاپیتان                                           | استروثر مارتین            | لوک خوش‌دست                                                              | ۱۹۷۶ |
| ۱۲          | "عاشق بوی خوش ناپالم سر صبح‌ام." | سرهنگ بیل کیلگور                                  | رابرت دووال               | اینک آخرالزمان                                                          | ۱۹۷۹ |
| ۱۳          | "عشق اینه که هرگز نگی متاسفم." | جنیفر کاویلروی برت                                | الی مک‌گرو                 | داستان عشق                                                              | ۱۹۷۰ |
| ۱۴          | "چیزی که رویاها از آن ساخته‌شده‌اند." | سم اسپید                                          | همفری بوگارت              | شاهین مالت                                                              | ۱۹۴۱ |
| ۱۵          | "ئی.تی. تلفن به خونه" | ئی. تی.                                           | پت ولش                    | ئی. تی. موجود فرازمینی                                                  | ۱۹۸۲ |
| ۱۶          | "به من می‌گن آقای تیبس!" | ورژیل تیبس                                        | سیدنی پوآتیه              | در گرمای شب                                                             | ۱۹۶۷ |
| ۱۷          | "غنچه گل سرخ" | چالرز فاستر کین                                   | اورسن ولز                 | همشهری کین                                                              | ۱۹۴۱ |
| ۱۸          | "رسیدم مامان، نوک قله دنیا!"∗ | آرتور جارت (معروف به کدی)                         | جیمز کاگنی                | گرمای سفید                                                              | ۱۹۴۹ |
| ۱۹          | "کفرم حسابی دراومده، اصلاً دیگه تحملش رو ندارم∗" | هوارد بیل                                         | پیتر فینچ                 | شبکه                                                                    | ۱۹۷۶ |
| ۲۰          | "لویی، فکر می‌کنم این شروع یک دوستی زیبا است." | ریک بیلن                                          | همفری بوگارت              | کازابلانکا                                                              | ۱۹۴۲ |
| ۲۱          | " یه بار مسئول سرشماری خواست منو حساب کنه. منم اونو با چند تا دانه باقالا و یک شراب خوشمزه خوردمش!."                                                                | هانیبال لکتر                                      | آنتونی هاپکینز            | سکوت بره‌ها                                                              | ۱۹۹۱ |
| ۲۲          | "باند. جیمز باند." | جیمز باند                                         | شان کانری                 | دکتر نو                                                                 | ۱۹۶۲ |
| ۲۳          | "هیجا مثل خونه نمیشه." | دروتی گیل                                         | جودی گارلند               | جادوگر شهر اوز                                                          | ۱۹۳۹ |
| ۲۴          | "من بزرگم! این عکسه که کوچیکه!." | نرما دزموند                                       | گلوریا سوانسون            | سان‌ست بلوار                                                             | ۱۹۵۰ |
| ۲۵          | "پولو نشونم بده!" | راد تیدول                                         | کوبا گودینگ جونیور        | جری مگوایر                                                              | ۱۹۹۶ |
| ۲۶          | "چرا بعضی وقت‌ها نمیای بالا و منو ببنی؟" | لیدی لوو                                          | ماء وست                   | آن زن به او بد کرد                                                      | ۱۹۳۳ |
| ۲۷          | "من دارم اینجا قدم می‌زنم! من دارم اینجا قدم می‌زنم!" | راستو ریزو                                        | داستین هافمن              | کابوی نیمه‌شب                                                            | ۱۹۶۹ |
| ۲۸          | "اجراش کن سم… آهنگ "وقتی زمان می‌گذرد" رو اجرا کن '" | لیزا لند                                          | اینگرید برگمان            | کازابلانکا                                                              | ۱۹۴۲ |
| ۲۹          | "تو نمی‌تونی با حقیقت روبه‌رو شی!" | سرهنگ ناتان ر. جِسِپ                                | جک نیکلسون                | چند مرد خوب                                                             | ۱۹۹۲ |
| ۳۰          | "می‌خوام تنها باشم." | گروسنسکایا                                        | گرتا گاربو                | گرند هتل                                                                | ۱۹۳۲ |
| ۳۱          | "هر چی باشه، فردا روز دیگری است. " | اسکارلت اوهارا                                    | ویوین لی                  | بر باد رفته                                                             | ۱۹۳۹ |
| ۳۲          | "بگردید دنبال مظنونین همیشگی." | کاپیتان لوییس رنو                                 | کلودیا رینز               | کازابلانکا                                                              | ۱۹۴۲ |
| ۳۳          | "منم چیزایی که اون داره، خواهم داشت." | مشتری                                             | استلا رینر                | وقتی هری سالی را دید...                                                 | ۱۹۸۹ |
| ۳۴          | "تو می‌دونی چطور سوت بزنی، مگه نه استیو؟ لب‌هاتو به هم می‌زنی و فوت می‌کنی."                                                                                            | ماری "اسلیم" برونینگ                              | لورن باکال                | داشتن و نداشتن                                                          | ۱۹۴۴ |
| ۳۵          | "شما به یه قایق بزرگتر نیاز دارید" | مارتین برودی                                      | روی شایدر                 | آرواره‌ها                                                                | ۱۹۷۵ |
| ۳۶          | "نشانه؟ ما که نشان داریم! اصلاً لازم نداریم! مجبور نیستن به شما هیچ نشان متعفین رو نشون بدم!"                                                                        | "کلاه طلایی"                                      | آلفونسو بدویا             | گنج‌های سیرا مادره                                                       | ۱۹۴۸ |
| ۳۷          | "برمی‌گردم." | نابودگر                                           | آرنولد شوارزنگر           | نابودگر                                                                 | ۱۹۸۴ |
| ۳۸          | "امروز، خودم رو خوش‌شانس‌ترین مرد روی زمین می‌دونم. | لو گریگ                                           | گری کوپر                  | افتخار یانکی بودن                                                       | ۱۹۴۲ |
| ۳۹          | "اگر تو ساختیش، اون میاد." | جو جکسن پابرهنه                                   | ری لیوتا (صدا)            | زمین رؤیاها                                                             | ۱۹۸۹ |
| ۴۰          | "مامان همیشه می‌گفت زندگی مثل یک جعبه شکلاته. تو نمی‌دونی چی قراره گیرت بیاد."                                                                                        | فارست گامپ                                        | تام هنکس                  | فارست گامپ                                                              | ۱۹۹۴ |
| ۴۱          | "ما بانک می‌زنیم." | کلاید بارو                                        | وارن بیتی                 | بانی و کلاید                                                            | ۱۹۶۷ |
| ۴۲          | "پلاستیک‌ها." | آقای. مگوایر                                      | والتر بروکی               | فارغ‌التحصیل                                                             | ۱۹۶۷ |
| ۴۳          | "ما همیشه پاریس رو داریم." | ریک بیلن                                          | همفری بوگارت              | کازابلانکا                                                              | ۱۹۴۲ |
| ۴۴          | "من مرده‌ها رو می‌بینم." | کول شیر                                           | هیلی جوئل آزمنت           | حس ششم                                                                  | ۱۹۹۹ |
| ۴۵          | "استلا! هِی، استلا!" | استنلی کوالسکی                                    | مارلون براندو             | اتوبوسی به نام هوس                                                      | ۱۹۵۱ |
| ۴۶          | "آه، جری، نذار سراغ ماه رو بگیره. ما ستاره‌ها رو داریم." | شارلوت ویل                                        | بت دیویس                  | حالا، وویجر                                                             | ۱۹۴۲ |
| ۴۷          | "شین. شین. برگرد!" | جوئی استارت                                       | براندون دی وایلد          | شین                                                                     | ۱۹۵۳ |
| ۴۸          | "خب، هیچ‌کس کامل نیست." | آزگود فیلدینگ سوم                                 | جو ای براون               | بعضی‌ها داغشو دوست دارن                                                  | ۱۹۵۹ |
| ۴۹          | "این زندس! این زندس!" | ویکتور فرانکشتاین                                 | کالین کلایو               | فرانکشتاین                                                              | ۱۹۳۱ |
| ۵۰          | "هیوستون، ما یک مشکل داریم." | جیم لاو                                           | تام هنکس                  | آپولو ۱۳                                                                | ۱۹۹۵ |
| ۵۱          | "تو باید از خودت یک سوال بپرسی: 'احساس خوش‌شانسی می‌کنی؟ آره احمق؟"                                                                                                   | هری کالاهان                                       | کلینت ایستوود             | هری کثیف                                                                | ۱۹۷۱ |
| ۵۲          | "تو با یه "سلام" منو مال خودت کردی. '" | دروتی بوید                                        | رنه رنه زلوگر             | جری مگوایر                                                              | ۱۹۹۶ |
| ۵۳          | "یک روز یک فیل رو که توی پیژامه من بود زدم. اون چطوری رفته بود توی پیژامم، نمی‌دونم " ∗                                                                              | کاپیتان جفری تی اسپالدینگ                         | گروچو مارکس               | بیسکوییت حیوانی                                                         | ۱۹۳۰ |
| ۵۴          | "توی بیسبال از گریه خبری نیست!" | جیمی دوگان                                        | تام هنکس                  | یک لیگ خودمانی                                                          | ۱۹۹۲ |
| ۵۵          | "لا-دی-دا، لا-دی-دا." ∗ | آنی هال                                           | دایان کیتن                | آنی هال                                                                 | ۱۹۷۷ |
| ۵۶          | "بهترین دوست یک پسر، مادرش است." | نورمن بیتز                                        | آنتونی پرکینز             | روانی                                                                   | ۱۹۶۰ |
| ۵۷          | "حرص، جایی که واژه بهتری نیست، مناسبه" ∗ | گوردون گکو                                        | مایکل داگلاس              | وال استریت                                                              | ۱۹۸۷ |
| ۵۸          | "دوستانت رو نزدیک نگه دار، دشمنانت رو نزدیک‌تر" | مایکل کورلئونه                                    | آل پاچینو                 | پدرخوانده: قسمت دوم                                                     | ۱۹۷۴ |
| ۵۹          | "خداوندا تو شاهد من باشد، که من دیگر گرسنه نخواهم شد." | اسکارلت اوهارا                                    | ویوین لی                  | بر باد رفته                                                             | ۱۹۳۹ |
| ۶۰          | "خب، اینم یک دردسر دیگه که منو توش انداختی" | اولیور                                            | اولیور هاردی              | پسران صحرا                                                              | ۱۹۳۳ |
| ۶۱          | "به دوست کوچیک من «سلام» کن!" | تونی مونتانا                                      | آل پاچینو                 | صورت زخمی                                                               | ۱۹۸۳ |
| ۶۲          | "عجب …" | روزا مولین                                        | بت دیویس                  | فرای جنگل                                                               | ۱۹۴۹ |
| ۶۳          | "خانم رابینسون، می‌خواهید مرا اغفال کنید. درست است؟" | بنجامین بارداک                                    | داستین هافمن              | فارغ‌التحصیل                                                             | ۱۹۶۷ |
| ۶۴          | "آقایان، شما نمی‌توانید اینجا بجنگید! این اتاق جنگ است!" | رئیس جمهور مرکین مافلی                            | پیتر سلرز                 | دکتر استرنجلاو یا: چگونه یادگرفتم دست از هراس بردارم و به بمب عشق بورزم | ۱۹۶۴ |
| ۶۵          | "ابتداییه، واتسونِ عزیز." ∗ | شرلوک هلمز                                        | بازیل راتبون              | ماجراهای شرلوک هلمز                                                     | ۱۹۳۹ |
| ۶۶          | "دستِ کثیفتو بکش، میمون کثیف" | چورج تیلور                                        | چارلتون هستون             | سیاره میمون‌ها                                                           | ۱۹۶۸ |
| ۶۷          | "توی همه گندمزارهای این همه شهر تو همه دنیا… اون اومده به گندمزار من."                                                                                              | ریک بلین                                          | همفری بوگارت              | کازابلانکا                                                              | ۱۹۴۲ |
| ۶۸          | "اینم از جانی!" ∗ | جک تورانس                                         | جک نیکلسون                | درخشش                                                                   | ۱۹۸۰ |
| ۶۹          | "اون‌ها اینجان" | کارون آن فریلینگ                                  | هیثر اوروکی               | روح نالان ∗                                                             | ۱۹۸۲ |
| ۷۰          | "اَمنِه؟" | دکتر. کریستین سیزل                                | لارنس الیویه              | دونده ماراتن                                                            | ۱۹۶۷ |
| ۷۱          | "یه دیقه صبر کن. یه دیقه صبر کن. تو هنوز هیچی نشنیدی!" | جک رابینویتز/جک رابین                             | آل جولسن                  | خواننده جاز                                                             | ۱۹۲۷ |
| ۷۲          | "No wire hangers, ever!" | جوان کرافورد                                      | فی داناوی                 | عزیزترینم مومی                                                          | ۱۹۸۱ |
| ۷۳          | "مادر بخشنده، این پایان ریکوست؟" | سزار انریکو باندلو «ریکو»                         | ادوارد جی. رابینسون       | سزار کوچک                                                               | ۱۹۳۰ |
| ۷۴          | "فراموشش کن جک. اینجا محله چینیاست" | لارنس والش                                        | جو مانتل                  | محله چینی‌ها                                                             | ۱۹۷۴ |
| ۷۵          | "همیشه به خوبی غربیه‌ها بستگی دارد" | بلانش دوبیوس                                      | ویوین لی                  | اتوبوسی به نام هوس                                                      | ۱۹۵۱ |
| ۷۶          | هاستا لا ویستا بیبی | ترمیناتور                                         | آرنولد شوارتزنگر          | نابودگر ۲: روز داوری                                                    | ۱۹۹۱ |
| ۷۷          | "سویلنت گرین مَردُمَست" | رابرت ثورن                                        | چارلتون هستون             | سویلنت گرین                                                             | ۱۹۷۳ |
| ۷۸          | "هال، درهای راهپیمایی فضایی روباز کن" ∗ | دیو بومن                                          | کایر بولا                 | ۲۰۰۱: یک اودیسه فضایی                                                   | ۱۹۶۸ |
| ۷۹          | "استرایکر: «مطمئناً نمی‌تونی جدی بگی». روماک: «من جدیم… و منو شرلی صدا نزن»" ∗                                                                                        | تد استرایکر و دکتر روماک                          | رابرت هیز و لزلی نیلسون   | هواپیما!                                                                | ۱۹۸۰ |
| ۸۰          | "یو، آدرین!" ∗ | راکی بالبوا                                       | سیلوستر استالونه          | راکی                                                                    | ۱۹۷۶ |
| ۸۱          | "سلام خوشتیپ." | فنی برایس                                         | باربارا استرایسند         | دختر خوشحال                                                             | ۱۹۶۸ |
| ۸۲          | "توگا! توگا!" | جام بلوتو بلاستارسکی                              | جان بلوشی                 | خانه ملی حیوان لامپون                                                   | ۱۹۷۸ |
| ۸۳          | "به اونها گوش کن! بچه‌های شب. چه آهنگی می‌سازن." | کنت دراکولا                                       | بلا لاگوسی                | دراکولا                                                                 | ۱۹۳۱ |
| ۸۴          | "آه، نه اون از هواپیماها نبود. این دلبر بود که دیو رو کشت." | کارل دنهام                                        | رابرت آرمسترانگ           | کینگ کونگ                                                               | ۱۹۳۳ |
| ۸۵          | "محبوبم." | گولوم                                             | اندی سرکیس                | دو برج                                                                  | ۲۰۰۲ |
| ۸۶          | "آتیکا! آتیکا!" | سانی ورتزیک                                       | آل پاچینو                 | بعدازظهر سگی                                                            | ۱۹۷۵ |
| ۸۷          | "سایر! تو داری از دوره جوانی خارج می‌شوی، ولی به عنوان یک ستاره برخواهی گشت!"                                                                                        | جولیان مارش                                       | وارنر بکستر               | خیابان ۴۲م                                                              | ۱۹۳۳ |
| ۸۸          | "به من گوش کن، آقا. تو شوالیه من در زرهی درخشان هستی. فراموش نکن. باید دوباره سوار اون اسب شوی، من دقیقاً پشت سرت هستم، نزدیک به هم، و می‌تازیم و می‌تازیم و می‌تازیم!" | اثل ثایر                                          | کاترین هیپبورن            | در دریاچه طلایی                                                         | ۱۹۸۱ |
| ۸۹          | "بهشون بگو با هرچی دارن برن و فقط یه بار به خاطر جورج گیپ ببرن" | نات راکنی                                         | پت اوبراین                | نات راکنی، تماماً آمریکایی                                               | ۱۹۴۰ |
| ۹۰          | "یه مارتینی بده. زده نه همزده شده" ∗ | جیمز باند                                         | شان کانری                 | انگشت‌طلا                                                                | ۱۹۶۴ |
| ۹۱          | "کی اوله؟" ∗ | دکستر                                             | باد آبوت                  | شیطان دهه ۹۰                                                            | ۱۹۴۵ |
| ۹۲          | "داستانی سندرلایی! از ناکجا آباد. یه چمنزنِ سابق به قهرمان تبدیل شده. شبیه معجزه‌س… توی چاله. تویِ چاله! تویِ چاله"                                                     | کارل اپکلر                                        | بیل مورای                 | کدیشیک                                                                  | ۱۹۸۰ |
| ۹۳          | "زندگی یه بَزمِه! و بدبخت‌ها تا مرگ گشنگی می‌کشن" | ممی دنیس                                          | روزالیند راسل             | عمه ممی                                                                 | ۱۹۵۸ |
| ۹۴          | "من یه نیاز دارم… نیاز به سرعت!" | سرهنگ پیت میچل (مارویک) و سرهنگ نیک برادشو (گوسی) | تام کروز و آنتونی ادواردز | تاپ گان                                                                 | ۱۹۸۶ |
| ۹۵          | "دم را غنیمت شمار. روز را غنیمت بدان. زندگیتون رو فوق‌العاده زندگی کنید"                                                                                             | جان کیتینگ                                        | رابین ویلیامز             | انجمن شاعران مرده                                                       | ۱۹۸۹ |
| ۹۶          | "از فکرش بیا بیرون!" ∗ | لورتا کاستورینی                                   | شر                        | ماه‌زده                                                                  | ۱۹۸۷ |
| ۹۷          | "مادرم ازت تشکر می‌کنه. پدرم ازت تشکر می‌کنه. خواهرم ازت تشکر می‌کنه؛ و من ازت تشکر می‌کنم" ∗                                                                           | جورج ام. کوهن                                     | جیمز کاگنی                | یانکی شیکپوش ابله                                                       | ۱۹۴۲ |
| ۹۸          | "هیچکی بچه رو یه گوشه نمیذاره" | جانی کستل                                         | پاتریک سوویزی             | رقص کثیف                                                                | ۱۹۸۷ |
| ۹۹          | "می‌ذارم بری، عزیزم، سگت هم ببر" | جادوگر شریر از غرب                                | مارگارت همیلتون           | جادوگر شهر از                                                           | ۱۹۳۹ |
| ۱۰۰         | "من شاهِ جهانَم" | جک داوسون                                         | لئوناردو دیکاپریو         | تایتانیک                                                                | ۱۹۹۷ |

## نکات
1. ↑  AFI defines an American film as an English language motion picture with significant creative and/or financial production elements from the United States. Additionally, only quotations from feature-length American films released before January 1, 2004, were considered. AFI defines a feature-length film as a motion picture of narrative format that is typically over 60 minutes in length.
2. ↑  Usually misquoted as "I'm ready for my close-up, Mr. DeMille."
3. ↑  Paul Newman repeats the line later in the film, mocking the prison warden, though he says "a failure", rather than simply "failure."
4. ↑  This paraphrases a line from طوفان اثر ویلیام شکسپیر: "We are such stuff as dreams are made on" (often misquoted as "..made of")
5. 1 2  همچنین ج. رج لازنبی، راجر مور، تیموتی دالتون، پیرس برازنان و دانیل کریگ.
6. ↑  و در تمام ۲۲ فیلم دیگر
7. ↑  معمولاً با این عبارت به اشتباه نقل می‌شود که: «چرا نمیای با و منو ببنی بعضی وفت‌ها؟»
8. ↑  بعضی وفت‌ها ادعا می‌شود که به صورت فی‌البداهه بیان شده.
9. ↑  معمولاً با نقل قولِ: «دوباره اجراش کن سم» اشتباه گرفته می‌شود
10. ↑  به صورت فی البداحه بیان شده.
11. ↑  "Obituary: Roy Scheider". BBC. February 11, 2008.
12. ↑  معمولاً به صورت «نشان‌ها؟ ما اون نشان‌های متعفن رو لازم نداریم».
13. ↑  به اشتباه «اگر تو ساختیش، اونها میان» نقل می‌شود.
14. ↑  براساس جمله‌ایی وافعی از خدمه آپولو ۱۳؛ فضانورد سویگرت، که گفته بود: «هیوستون، ما اینجا یک مشکل داریم».
15. ↑  معمولاً به اشتباه نقل می‌شود: «احساس خوش‌شانسی می‌کنی احمق؟»"
16. ↑  معمولاً به اشتباه نقل می‌شود: «... چطوری رفته بود توی پیژامم، من هیچ وقت نمی‌فهمم.
17. ↑  صحنه‌ایی که این عبارت را شامل بود در بخش تریلر فیلم آمده بود، که مورد برش قرار گرفته بود و عبارت به صورت «حرص خوبه» درآمده که به نوبه خود نیز بسیار نقل مشهوری است
18. ↑  این شبه به استراتژی‌ایی جنگی‌ایی است که توسط سان تزو ژانرال چینی ارائه شده.
19. ↑  غالباً به اشتباه نفل می‌شود: «اینم یک دردسر خوب دیگه که منو توش انداختی!"
20. ↑  اگرچه‌ایم عبارت در سال ۱۹۴۹ بیان شده اما آن زمان باعث محبوبیت آن نشد، بلکه بعدها در نمایش چه کسی از ویرجینیا ولف می‌ترسد؟ و در صحنهٔ ابتدایی فیلم مشهور شد. این عبارت توسط مارتا بیان شد (و چون وی فراموشکار بود) وی از جورج پرسید این نقل قول مربوط به کدام فیلم بیت دیویس است.
21. ↑  به اشتباه «شما سعی دارید مرا اغفال کنید، خانم رابینسون؟» نقل می‌شود
22. ↑  این جمله توسط آرتور کاناندویل در متن اصلی نوشته نشده و توسط ویلیام گیلت در بازگشت شرلوک هلمز ذکر گردید، که توسط آرتور کاناندویل نیز تماماً تأیید شد.
23. ↑  یک جمله تحت‌الفظی. این جمله از اد مک‌ماهون برای معرفی جانی کارسوندر برنامه امشب بود.
24. ↑  یک جمله تحت‌الفظی که بعد از یک برداشت ضبط شد
25. ↑  معمولاً به اشتباه ذکر می‌شود که: "No more wire hangers, ever!"
26. ↑  این جمله در انگلیسی قابل فهم است. استرایکر از روماک می‌پرسد: «مطمئنی.».. که معادل واژه استفاده شده در فیلم یعنی Surely است؛ و روماک در یک بازی با کلمات و شباعت تلفظ Surely به Shirley که یه اسم مؤنث است، از استرایکر می‌خواهد اورا «شرلی» صدا نزند.
27. ↑  به‌طور معمول به صورت "... اون مرده جانور زیبا بود "
28. ↑  این نقل گاهی به رونالد ریگان نسبت داده می‌شود. ریگان در بخشی قبلتری از این بخش در فیلم چنین جمله‌ایی داشت: «ازشون بخواه با تمام توانشون برن، فقط بخاطر گیپر ببرن»
29. ↑  در چند فیلم دیگرِ باند نیز ذکر شده

## پیوند
- فهرست ۴۰۰ نامزد
- تألیف صحنه‌های نقل‌قول